# Брузненго
Брузненго, Брузненґо (італ. Brusnengo, п'єм. Brusnengh) — муніципалітет в Італії, у регіоні П'ємонт, провінція Б'єлла.
Брузненго розташоване на відстані близько 540 км на північний захід від Рима, 75 км на північний схід від Турина, 14 км на схід від Б'єлли.
Населення — 2078 осіб (2014).
Щорічний фестиваль відбувається 29 червня. Покровитель — святий Петро.

## Демографія
Населення за роками:

Станом на 1 січня 2023 року в муніципалітеті офіційно проживало 67 іноземців з 18 країн, серед них 29 громадян країн Євросоюзу та 9 громадян України.

## Сусідні муніципалітети
- Курино
- Массерано
- Роазіо
- Ровазенда